# カタルーニャ音楽堂
カタルーニャ音楽堂（カタルーニャ語:Palau de la Música Catalana）は、スペイン、バルセロナにあるコンサートホール。1997年、サン・パウ病院とともに、バルセロナのカタルーニャ音楽堂とサン・パウ病院としてユネスコの世界遺産に登録された（ID884）。

## ギャラリー

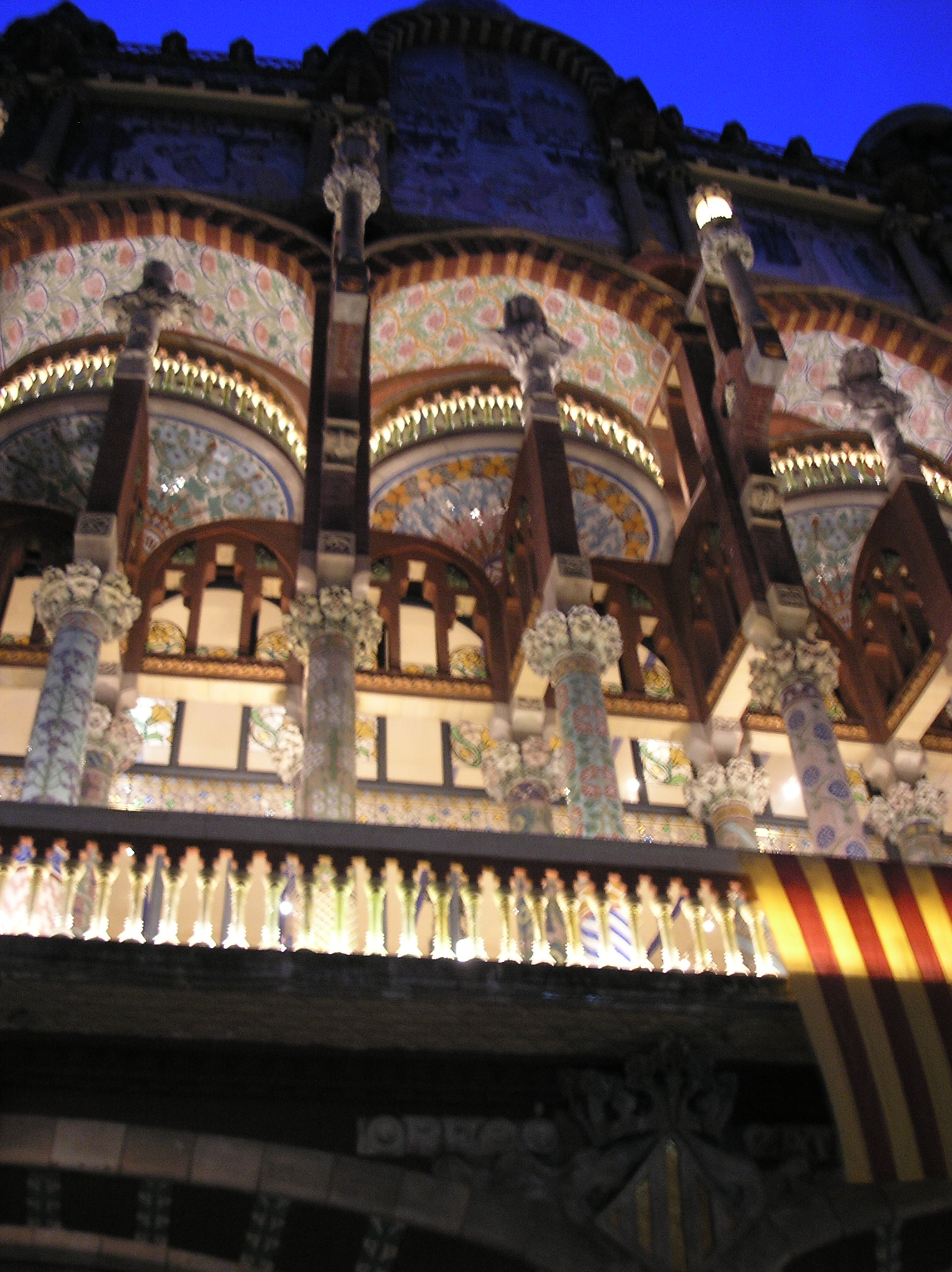
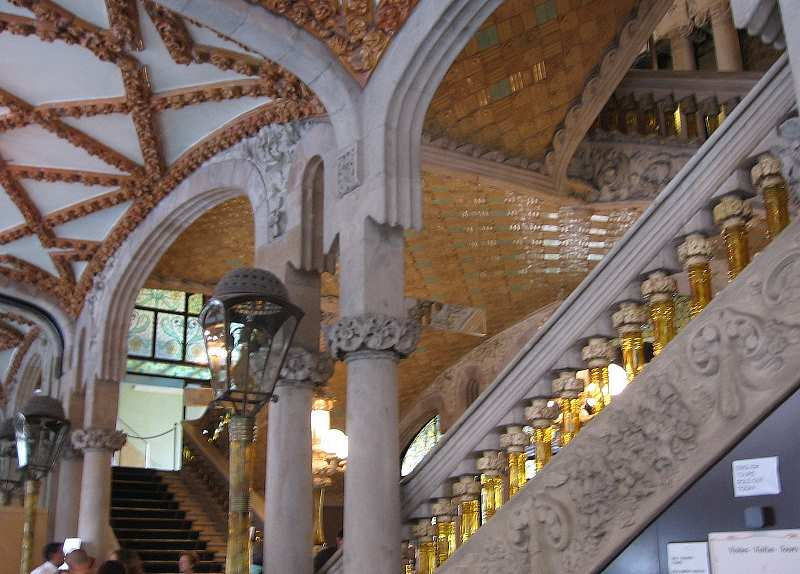
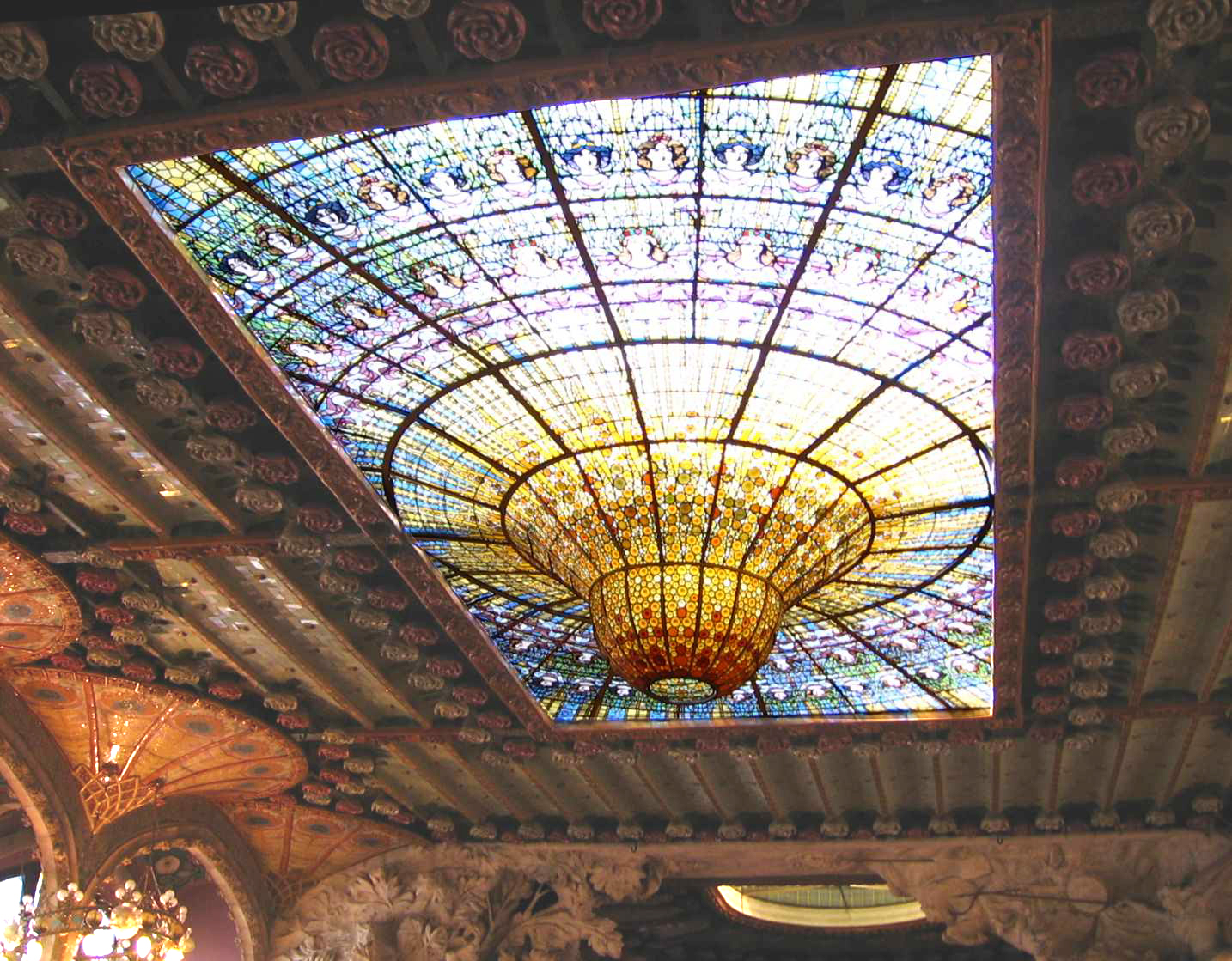
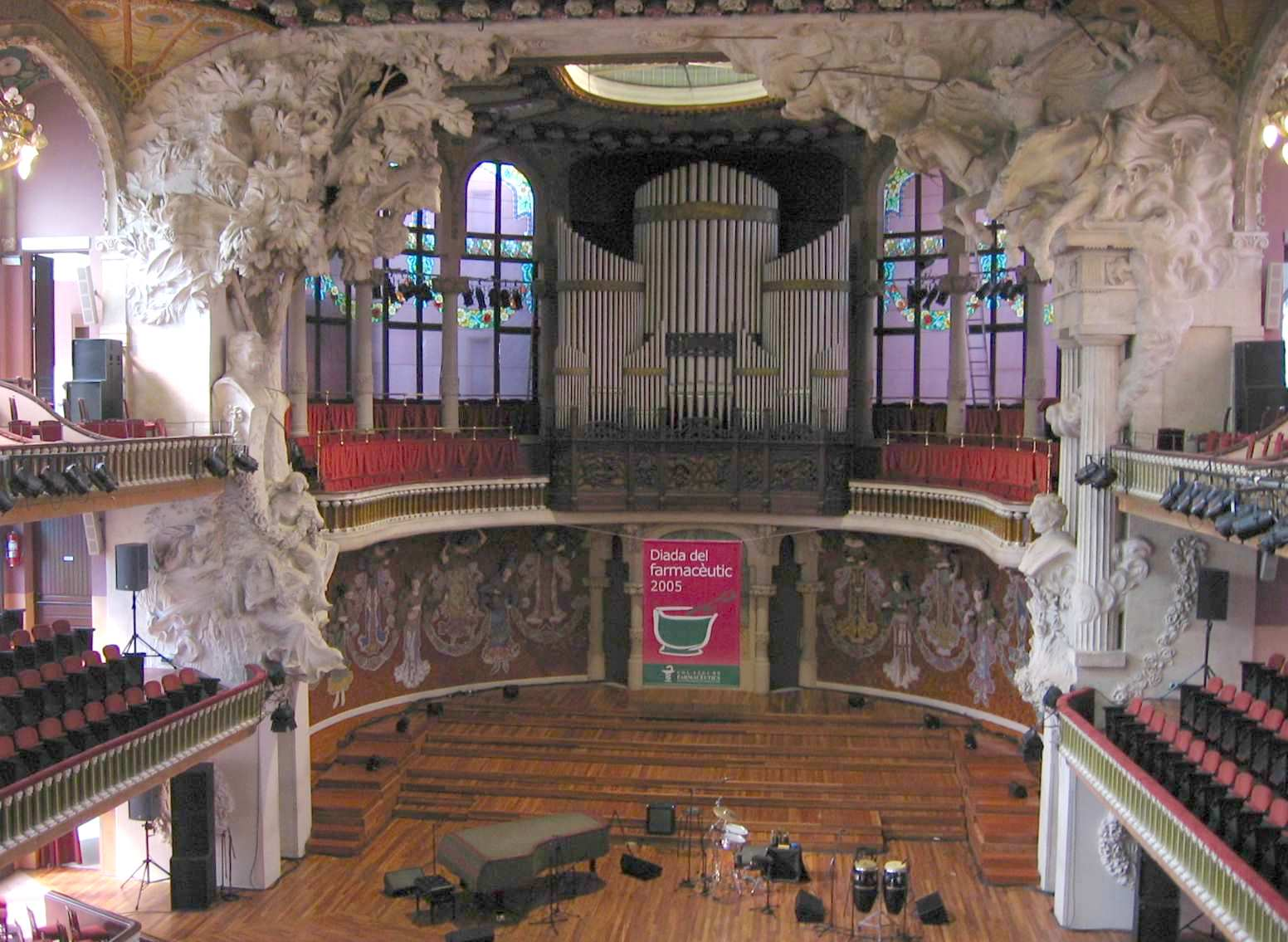

## 概要
カタルーニャ音楽堂は建築家リュイス・ドゥメナク・イ・ムンタネー（Lluís Domènech i Montaner）によってムダルニズマの様式で設計されたコンサートホールである。1905年から1908年にかけて、カタルーニャ・ルネサンス（文芸復興運動）において指導的役割を果たした合唱団、ウルフェオー・カタラー（Orfeó Català、1891年設立）のために建設された。建設にあたってはバルセロナの篤志家たちの財政支援も受けている。この音楽堂の建設によりドメネクは1909年にバルセロナ市より賞を受けた。
1982年から1989年にかけてオスカル・トゥスケッツ（Óscar Tusquets）とカルラス・ディアス（Carles Díaz）による大規模な修復が行なわれた。1997年、カタルーニャ音楽堂はユネスコの世界遺産に登録され、今日では毎年50万人以上の人々が交響楽や室内楽、ジャズ、伝統音楽などを楽しむためにこのホールを訪れている。

## 登録経緯
サン・パウ病院とともに、20世紀初頭のバルセロナにおけるアールヌーボー様式を伝えるものとして世界遺産に登録された。

## 登録基準
この世界遺産は世界遺産登録基準のうち、以下の条件を満たし、登録された（以下の基準は世界遺産センター公表の登録基準からの翻訳、引用である）。
- (1) 人類の創造的才能を表現する傑作。
- (2) ある期間を通じてまたはある文化圏において、建築、技術、記念碑的芸術、都市計画、景観デザインの発展に関し、人類の価値の重要な交流を示すもの。
- (4) 人類の歴史上重要な時代を例証する建築様式、建築物群、技術の集積または景観の優れた例。